# Айёган (приток Трайгородской)
Айёган — река в Александровском районе Томской области России. Образуется слиянием Правого и Левого Айёганов, вытекающих из Островистого болота.
Устье реки находится в 67 км по левому берегу реки Трайгородская. Длина реки составляет 6 км.

## Данные водного реестра
По данным государственного водного реестра России относится к Верхнеобскому бассейновому округу, водохозяйственный участок реки — Обь от впадения реки Васюган до впадения реки Вах, речной подбассейн реки — Васюган. Речной бассейн реки — (Верхняя) Обь до впадения Иртыша.

## Топографические карты
- Лист карты P-44-121,122 Тополевка. Масштаб: 1 : 100 000. Состояние местности на 1984 год. Издание 1986 г.